# Течичи

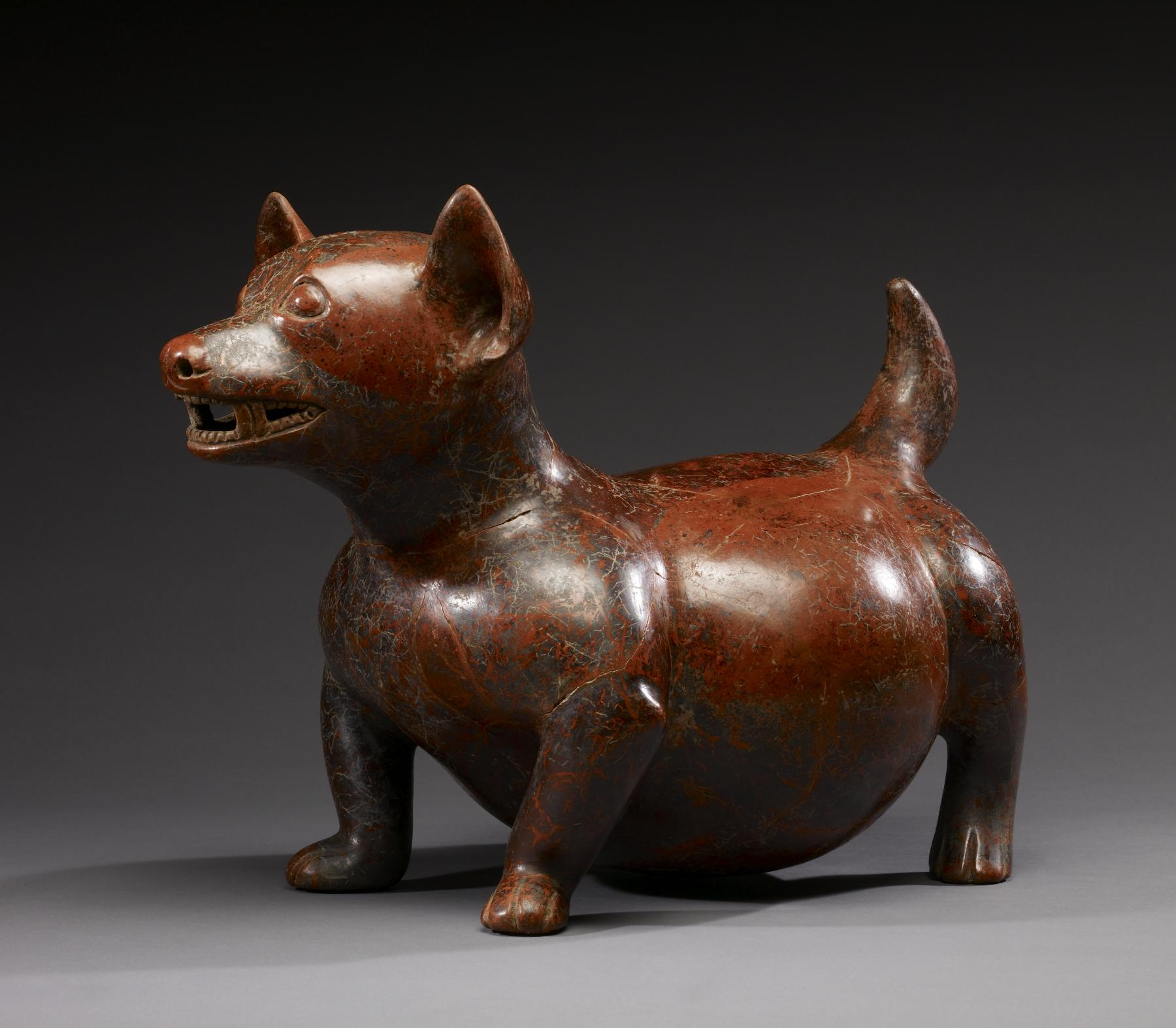
Керамическая фигурка собаки из Колимы

Течи́чи — вымершая карликовая собака, проживавшая с народами мезоамериканских цивилизаций в период с XV века до нашей эры до XVI века нашей эры. Современные потомки течичи — чихуахуа.

## История
Течичи были крупнее чихуахуа, отличались более длинной шерстью и жили с тольтеками. По другой версии эти собаки были выведены ещё майя. Течичи разводились ими для употребления в пищу и использовались для жертвоприношений — собак мумифицировали и хоронили вместе с хозяевами, как компаньонов в загробной жизни. Скорее всего впоследствии эти религиозные обряды майя были унаследованы тольтеками.
Историю течичи можно проследить по рисункам, изображениям в резьбе по камню, гончарным изделиям, а также по многочисленным захоронениям, в которых были обнаружены их останки. В крупнейшем религиозном центре тольтеков в городе Чолула было около сотни пирамид, украшенных золотом и драгоценными камнями. Сооружение одной из самых крупных пирамид началось еще ольмеками во II веке до нашей эры, и позже строительство было продолжено тольтеками. На стенах пирамиды были изображены сцены из жизни, в которых присутствуют и маленькие собаки. В XVI веке францисканские монахи использовали каменные плиты пирамид при строительстве христианского монастыря в городе Уэхоцинго (боясь, что индейцы начнут их разрушать, и из экономической выгоды), таким образом удалось сохранить изображения священных собак тольтеков.
В XII веке нашей эры племена ацтеков прибыли с севера и заселили земли тольтеков, положив тем самым конец их цивилизации. К XVI веку нашей эры империя ацтеков располагалась на территории современной Мексики. Идея жертвоприношения была ключевой в культе ацтеков. В жертву приносились как люди, так и животные — в том числе и собаки. Для жертвоприношений предпочитали течичи с красной и рыжей шеей. Течичи считалась редкой собакой, ей обладали только правители, жречество и знать. Поэтому в некоторых случаях обрядах использовались скульптуры вместо реальных собак.
Как майя и тольтеки, ацтеки также хоронили собак вместе с останками хозяев. Они считали, что течичи поможет своему господину найти путь в загробный мир Миктлан. Путешествие в Миктлан длилось четыре года. Умерший проходил между двумя горами, которые нависали над ним, грозя раздавить. Пройти надо было так, чтобы избежать и обрушивающихся камней, и нападения гигантского крокодила и змеи. Затем умерший пересекал восемь пустынь и поднимался на восемь горных пиков. Следующее испытание — ледяной ветер невиданной силы, который метал в идущего в царство мёртвых острые обсидиановые лезвия и огромные валуны. Затем покойник садился на спину течичи, которая освещала ему путь своими рубиновыми глазами, и переправлялся через широкую подземную реку. После этого умерший попадал к Миктлантекутли — правителю царства мёртвых — и приносил ему дары, которые положили в могилу родственники покойного. Миктлантекутли отводил человеку место в одной из девяти преисподних.
В 1521 году Ацтекская империя была уничтожена испанскими конкистадорами во главе с Эрнаном Кортесом.
Первым европейцем, увидевшим течичи в 1578 году, был испанский исследователь Франсиско Эрнандес. Он отмечал, что индейцы употребляли их повсеместно в пищу, подобно тому, как европейцы ели обычных кроликов. Собаки уже не использовались на тот момент для жертвенных ритуалов или праздничных пиров, и являлись повседневными продуктами питания. Однако завоеватели искореняли все, что было связано с религиозными представлениями и культурными традициями индейских племен. Разрушались храмы и уничтожались древние книги. Священная порода собак также подверглась истреблению. Кроме того, по имеющимся оценкам, мясо по крайней мере 100000 течичи было употреблено завоевателями в пищу во время экспедиций в Новый Свет. Так собаки оказались на грани исчезновения. Но части из них все-таки удалось скрыться в джунглях, где течичи одичали, вынужденные спасаться от человека, ставшего им угрозой. Археологические раскопки показали, что течичи лазали по деревьям, благодаря своим хорошо развитым фалангам пальцев, что и помогло им выжить в дикой природе.
Сохранились свидетельства, относящиеся к концу 1800 года, что несколько особей миниатюрных животных были обнаружены в жилищах крестьян, находившихся неподалёку от развалин древнего замка императора Монтесумы — последнего из ацтекских монархов. Впоследствии животные были найдены и в других местностях страны.
Некоторые историки считают, что современная чихуахуа не является прямым потомком течичи, а появилась путём скрещивания течичи с китайской хохлатой собакой, представители которой жили на испанских кораблях в качестве охотников на крыс.
На сегодняшний день изображения с течичи можно увидеть в Национальном музее истории в Мехико.